# Seis Nações 2007
O Campeonato Seis Nações 2007 foi a oitava edição a seis equipas. Incluindo as versões anteriores como o Home Championship e o Cinco Nações, essa foi edição 113.

15 partidas foram disputadas em cinco fins de semana de 3 fevereiro ate o 17 março.
Neste ano, a França voltou a vencer na diferença de pontos, a Irlanda venceu a Tríplice Coroa para o segundo ano consecutivo e pela terceira vez em quatro anos, por último a Escócia venceu o Colher de madeira. 

## Classificação
| Colocação | Seleção       | Partidas | Partidas | Partidas | Partidas | Pontuação | Pontuação | Pontuação | Pontuação | Pontos |
| Colocação | Seleção       | Jogos    | Vitórias | Empates  | Derrotas | Marcados  | Sofridos  | Saldo     | Tries     | Pontos |
| --------- | ------------- | -------- | -------- | -------- | -------- | --------- | --------- | --------- | --------- | ------ |
| 1         | França        | 5        | 4        | 0        | 1        | 155       | 86        | +69       | 15        | 8      |
| 2         | Irlanda       | 5        | 4        | 0        | 1        | 149       | 84        | +65       | 17        | 8      |
| 3         | Inglaterra    | 5        | 3        | 0        | 2        | 119       | 115       | +4        | 10        | 6      |
| 4         | Itália        | 5        | 2        | 0        | 3        | 94        | 147       | −53       | 9         | 4      |
| 5         | País de Gales | 5        | 1        | 0        | 4        | 86        | 113       | −27       | 7         | 2      |
| 6         | Escócia       | 5        | 1        | 0        | 4        | 95        | 153       | −58       | 7         | 2      |

## Jogos

### Rodada 1
| 3 de Fevreiro de 2007 |          | |                                                                        |
| Itália                | 3 – 39   | França | Stadio Flaminio, Rome Público: 24,973 Árbitro: Wayne Barnes Inglaterra |
| Pen: Pez 36'          | (Report) | Tries: Dominici 23' c Heymans 30' c Chabal (2) 40' m, 44' c Jauzion 63' c Con: Skrela (4) Pen: Skrela 13' Beauxis 72' | Stadio Flaminio, Rome Público: 24,973 Árbitro: Wayne Barnes Inglaterra |

| 3 de Fevreiro de 2007 |          |                                                                              |                                                                         |
| Inglaterra | 42 – 20  | Escócia                                                                      | Twickenham, London Público: 82,000 Árbitro: Marius Jonker África do Sul |
| Tries: Robinson (2) 37' m, 55' c Wilkinson 59' c Lund 72' m Con: Wilkinson (2) Pen: Wilkinson (5) 11', 29', 31', 49', 53' Drop: Wilkinson 19' | (Report) | Tries: Taylor 25' c Dewey 77' c Con: Paterson (2) Pen: Paterson (2) 18', 43' | Twickenham, London Público: 82,000 Árbitro: Marius Jonker África do Sul |

| 4 de Fevreiro de 2007          |          |                                                                      |                                                                                  |
| País de Gales                  | 9 – 19   | Irlanda                                                              | Millennium Stadium, Cardiff Público: 74,239 Árbitro: Kelvin Deaker Nova Zelândia |
| Pen: S. Jones (3) 9', 19', 25' | (Report) | Tries: R. Best 1' m B. O'Driscoll 33' c O'Gara 71' c Con: O'Gara (2) | Millennium Stadium, Cardiff Público: 74,239 Árbitro: Kelvin Deaker Nova Zelândia |

### Rodada 2
| 10 de Fevreiro de 2007                                        |          |                                       |                                                                       |
| Inglaterra                                                    | 20 – 7   | Itália                                | Twickenham, London Público: 82,000 Árbitro: Nigel Owens País de Gales |
| Try: Robinson 39' m Pen: Wilkinson (5) 3', 15', 25', 56', 75' | (Report) | Try: Scanavacca 65' c Con: Scanavacca | Twickenham, London Público: 82,000 Árbitro: Nigel Owens País de Gales |

| 10 de Fevreiro de 2007                             |          |                                 |                                                                    |
| Escócia                                            | 21 – 9   | País de Gales                   | Murrayfield, Edinburgh Público: 67,500 Árbitro: Alan Lewis Irlanda |
| Pen: Paterson (7) 6', 19', 37', 48', 52', 58', 79' | (Report) | Pen: S. Jones (3) 24', 40', 54' | Murrayfield, Edinburgh Público: 67,500 Árbitro: Alan Lewis Irlanda |

| 11 de Fevreiro de 2007                               |          |                                                                            |                                                                       |
| Irlanda                                              | 17 – 20  | França                                                                     | Croke Park, Dublin Público: 83,000 Árbitro: Steve Walsh Nova Zelândia |
| Try: O'Gara 31' m Pen: O'Gara (4) 12', 24', 56', 78' | (Report) | Tries: Ibañez 14' c Clerc 79' c Con: Skrela Beauxis Pen: Skrela (2) 4', 9' | Croke Park, Dublin Público: 83,000 Árbitro: Steve Walsh Nova Zelândia |

### Rodada 3
| 24 de Fevreiro de 2007                                                |          | |                                                                        |
| Escócia                                                               | 17 – 37  | Itália | Murrayfield, Edinburgh Público: 50,284 Árbitro: Donal Courtney Irlanda |
| Tries: Dewey 14' c Paterson 60' c Con: Paterson (2) Pen: Paterson 40' | (Report) | Tries: Ma. Bergamasco 1' c Scanavacca 4' c Robertson 6' c Troncon 75' c Con: Scanavacca (4) Pen: Scanavacca (3) 19', 66', 71' | Murrayfield, Edinburgh Público: 50,284 Árbitro: Donal Courtney Irlanda |

| 24 de Fevreiro de 2007 |          |                                                               |                                                               |
| Irlanda | 43 – 13  | Inglaterra                                                    | Croke Park, Dublin Público: 83,000 Árbitro: Joël Jutge França |
| Tries: Dempsey 30' c D. Wallace 37' c Horgan 63' c Boss 78' c Con: O'Gara (3) P. Wallace Pen: O'Gara (5) 6', 20', 26', 43', 57' | (Report) | Try: Strettle 46' c Con: Wilkinson Pen: Wilkinson (2) 2', 56' | Croke Park, Dublin Público: 83,000 Árbitro: Joël Jutge França |

| 24 de Fevreiro de 2007                                                                                 |          |                                                                     |                                                                            |
| França                                                                                                 | 32 – 21  | País de Gales                                                       | Stade de France, Paris Público: 79,959 Árbitro: Tony Spreadbury Inglaterra |
| Tries: Dominici 28' c Nallet 34' c Con: Skrela (2) Pen: Skrela (5) 11', 18', 38', 46', 52' Beauxis 80' | (Report) | Tries: Popham 13' c Shanklin 15' c Robinson 74' c Con: S. Jones (3) | Stade de France, Paris Público: 79,959 Árbitro: Tony Spreadbury Inglaterra |

### Rodada 4
| 10 de Março de 2007                            |          |                                                                 |                                                                         |
| Escócia                                        | 18 – 19  | Irlanda                                                         | Murrayfield, Edinburgh Público: 67,800 Árbitro: Dave Pearson Inglaterra |
| Pen: Paterson (6) 17', 36', 40', 51', 61', 66' | (Report) | Try: O'Gara 30' c Con: O'Gara Pen: O'Gara (4) 9', 38', 68', 70' | Murrayfield, Edinburgh Público: 67,800 Árbitro: Dave Pearson Inglaterra |

| 10 de Março de 2007                                                                   |          |                                                                               |                                                                       |
| Itália                                                                                | 23 – 20  | País de Gales                                                                 | Stadio Flaminio, Rome Público: 24,973 Árbitro: Chris White Inglaterra |
| Tries: Robertson 37' c Mauro Bergamasco 78' c Con: Pez (2) Pen: Pez (3) 12', 20', 73' | (Report) | Tries: S. Williams 27' c Rees 45' c Con: S. Jones Hook Pen: Hook (2) 44', 54' | Stadio Flaminio, Rome Público: 24,973 Árbitro: Chris White Inglaterra |

| 11 de Março de 2007                                                                           |          |                                                         |                                                                           |
| Inglaterra                                                                                    | 26 – 18  | França                                                  | Twickenham, London Público: 82,000 Árbitro: Jonathan Kaplan África do Sul |
| Tries: Flood 48' c Tindall 73' c Con: Flood Geraghty Pen: Flood (3) 8', 31', 35' Geraghty 68' | (Report) | Pen: Skrela (3) 4', 15', 21' Yachvili (3) 34', 52', 59' | Twickenham, London Público: 82,000 Árbitro: Jonathan Kaplan África do Sul |

### Rodada 5
| 17 de Março de 2007                                                                                  |          | |                                                                              |
| Itália                                                                                               | 24 – 51  | Irlanda | Stadio Flaminio, Rome Público: 24,973 Árbitro: Jonathan Kaplan África do Sul |
| Tries: Bortolami 75' m de Marigny 80' c Con: Scanavacca Pen: Pez (2) 15', 26' Drop: Pez (2) 12', 29' | (Report) | Tries: Dempsey (2) 17' m, 46' c Easterby 21' m D'Arcy 40' c Horgan 51' m Hickie (2) 55' c, 77' m O'Gara 59' c Con: O'Gara (4) Pen: O'Gara 6' | Stadio Flaminio, Rome Público: 24,973 Árbitro: Jonathan Kaplan África do Sul |

| 17 de Março de 2007 |          |                                                                      |                                                                             |
| França | 46 – 19  | Escócia                                                              | Stade de France, Paris Público: 79,959 Árbitro: Craig Joubert África do Sul |
| Tries: Harinordoquy 29' c Jauzion 33' c Marty 52' c Heymans 59' m Milloud 62' c Vermeulen 80' c Con: Beauxis (5) Pen: Beauxis (2) 19', 37' | (Report) | Tries: Walker 7' c S. Lamont 40' c E. Murray 76' m Con: Paterson (2) | Stade de France, Paris Público: 79,959 Árbitro: Craig Joubert África do Sul |

| 17 de Março de 2007                                                                      |          |                                                                             |                                                                            |
| País de Gales                                                                            | 27 – 18  | Inglaterra                                                                  | Millennium Stadium, Cardiff Público: 74,500 Árbitro: Alain Rolland Irlanda |
| Tries: Hook 3' c Horsman 13' m Con: Hook Pen: Hook (4) 11', 39', 64', 74' Drop: Hook 68' | (Report) | Tries: Ellis 32' c Robinson 40' m Con: Flood Pen: Flood 46' Drop: Flood 35' | Millennium Stadium, Cardiff Público: 74,500 Árbitro: Alain Rolland Irlanda |